# Wolfgang Jakob
Wolfgang Jakob (* 1941 in Aschaffenburg) ist ein deutscher Rechtswissenschaftler.

## Leben
Wolfgang Jakob legte 1964 die erste juristische Staatsprüfung in München ab und absolvierte anschließend bis 1968 das Rechtsreferendariat in Bayern. Während dieser Zeit wurde er 1966 an der Universität München promoviert. Nach der zweiten juristischen Staatsprüfung im Jahr 1969 war er zunächst als Notarassessor tätig und wechselte anschließend als Regierungsrat in das Bayerische Staatsministerium der Finanzen, wo er bis 1971 tätig war.
Von 1971 bis 1974 arbeitete Jakob als wissenschaftlicher Assistent am Institut für Öffentliches Recht der Universität München, insbesondere im Bereich öffentliches Wirtschafts- und Steuerrecht, unter Hans Spanner.
Im Jahr 1974 habilitierte er sich an der Juristischen Fakultät der Universität München und erhielt die Lehrbefugnis für Staatsrecht, Verwaltungsrecht, Finanz- und Steuerrecht. Noch im selben Jahr folgte er einem Ruf an die Universität Augsburg, wo er den Lehrstuhl für Öffentliches Recht, Finanzrecht und Steuerrecht übernahm. 1980 wurde er zum Steuerberater bestellt. Von 1992 bis 1994 war er Mitglied der von der Bundesregierung eingesetzten Expertenkommission Wohnungspolitik.
Die Leitung seines Lehrstuhls übernahm Gregor Kirchhof im Jahr 2012.

## Publikationen (Auswahl)

### Lehrbücher
- Einkommensteuer. 4. Auflage, München, Beck, 2008, ISBN 978-3-406-57545-7.
- Umsatzsteuer. 4. Auflage, München, Beck, 2009, ISBN 978-3-406-58883-9.
- Abgabenordnung: Steuerverwaltungsverfahren und finanzgerichtliches Verfahren. 5. Auflage, München, Beck, 2010, ISBN 978-3-406-59852-4.

### Fallsammlungen
- Die Examensklausur im Steuerrecht. 2. Auflage, München, Beck, 2005, ISBN 978-3-406-54015-8.

### Herausgeberschaften
- Der Spezialstudiengang Wirtschaft / Finanzen. Augsburg, Universität Augsburg, Juristische Fakultät, 1980, (Online-Version).
- Rechtliche Probleme von Umweltabgaben. Augsburg, Wittmann, 1996, ISBN 978-3-9802853-7-7.

### Gutachten und Monografien
- Das Steuererfindungsrecht der Gemeinden und die kommunale Selbstverwaltung. München, 1966, Dissertation.
- Steuerfragen der mittelbaren Parteienfinanzierung über Organisationen: Verfassungsrecht, Betriebsausgabenabzug, Vertrauensschutz. Stuttgart, Boorberg, 1986, ISBN 978-3-415-01251-6.
- Die Sparkassen und der Einfluss des Bundesgesetzgebers: insbesondere auf Vorstandsbesetzungen. Stuttgart, Boorberg, 1990, ISBN 978-3-415-01457-2.
- Rechtsgutachten zu Möglichkeiten einer Vereinfachung der Bewertung des Grundbesitzes sowie Untersuchung einer befristeten Anwendung von differenzierten Zuschlägen zu den Einheitswerten. Bonn, Stollfuss, 1992.